# Carabanchel (métro de Madrid)
Carabanchel est une station de la ligne 5 du métro de Madrid, en Espagne.

## Situation
La station est située entre Vista Alegre au nord-est, en direction de Alameda de Osuna et Eugenia de Montijo au sud-ouest, en direction de Casa de Campo.
Elle est établie sous la place de l'Armée, dans l'arrondissement de Carabanchel. Elle comprend deux voies et deux quais latéraux, ainsi qu'un quai central qui n'est plus utilisé.

## Historique
La station est ouverte le 4 février 1961, lors de la mise en service du chemin de fer suburbain de Carabanchel à Chamartín de la Rosa, qui relie Carabanchel à Plaza de España. Le 5 juin 1968, elle devient une station de correspondance lors de la mise en service de la ligne 5 depuis Callao. Jusqu'en 1980, les deux lignes sont exploitées séparément, avec des tarifs différents, et la correspondance entre elles s'effectue par le quai central de la station. Le 29 octobre 1976, le terminus des deux lignes est transféré à la station Aluche et le quai central cesse d'être utilisé. En 1981, la ligne Carabanchel-Plaza de España est intégrée à la ligne 10.
En 1998, la station redevient provisoirement le terminus de la ligne 5 pendant les travaux de construction de la station Eugenia de Montijo, qui est mise en service le 27 octobre 1999

## Service des voyageurs

### Accueil
La station possède un seul accès équipé d'escaliers mais sans escalier mécanique ni ascenseur.

### Intermodalité
La station est en correspondance avec les lignes d'autobus no 17, 35, N17 et N26 du réseau EMT, ainsi qu'avec les lignes d'autobus interurbains no 481 et 486. 